# El emperador y el general
El emperador y el general, también conocida como El día más largo de Japón (日本のいちばん長い日 Nihon no ichiban nagai hi?), es una película de 1967 dirigida por Kihachi Okamoto. El tema de la mayoría de la película es el período entre el mediodía del 14 de agosto de 1945, cuando el emperador Hirohito tomó la decisión de rendirse a los aliados en la Segunda Guerra Mundial y el mediodía del 15 de agosto de 1945, cuando el emperador anunció la entrega, que transmitido al pueblo japonés. Joseph L. Anderson describe la película como "una meticulosa reconstrucción del día en que Japón se rindió y cómo terminó la Guerra del Pacífico.  Varios de los actores más famosos de Japón de la época participaron en la película, entre ellos Chishū Ryū como el primer ministro Kantaro Suzuki, Toshirō Mifune como el ministro de Guerra Korechika Anami, Takashi Shimura como el director de la Oficina de Información Hiroshi Shimomura y Sō Yamamura como el ministro de la Marina Mitsumasa Yonai. Tatsuya Nakadai interpretó al narrador.

## Producción
Según Okamoto, se suponía que Masaki Kobayashi debía dirigir El emperador y el general, pero no quería, por lo que el coproductor Sanezumi Fujimoto sugirió que Okamoto la dirigiera. Okamoto cree que esta película y su posterior película La bala humana son expresiones de sus sentimientos antibélicos. Mientras que El emperador y el general retrata a la gente real que fue capaz de permanecer por encima de la lucha, pero luchó entre sí, mientras que La bala humana es una sátira de los que tuvieron que luchar en la guerra.

## Estreno
El emperador y el general fue estrenado en Japón el 12 de agosto de 1967, cerca del aniversario de la rendición. Esto comenzó una tendencia de estrenos de película conocidos como la serie 8.15, de las películas de la Segunda Guerra Mundial lanzadas en el aniversario, que incluyó la película 1971 de Okamoto La batalla de Okinawa. Se convirtió en la segunda película más taquillera en Japón en 1967. Shinobu Hashimoto ganó el Premio Kinema Junpo al mejor guion de esta película. La película fue reeditada teatralmente en Japón el 21 de noviembre de 1982 como parte del 50.º aniversario de Toho. Un remake de El emperador y el general titulado The Emperor in August se estrenó en 2015 por Shochiku, dirigido por Masato Harada.

## Reparto
- Seiji Miyaguchi como Shigenori Togo.
- Rokko Toura como Shunichi Matsumoto.
- Chishu Ryu como Kantaro Suzuki.
- So Yamamura como Mitsumasa Yonai.
- Toshiro Mifune como Korechika Anami.
- Yoshio Kosugi como Keisuke Okada.
- Takashi Shimura como Hiroshi Shimomura.